# 야마우치 다카오
야마우치 다카오(일본어: 山内 貴雄, 1978년 9월 4일 ~ )는 일본의 전 축구 선수이다.

## 구단 경력
과거 세레소 오사카에서 활동하였다.